# Mady Saks

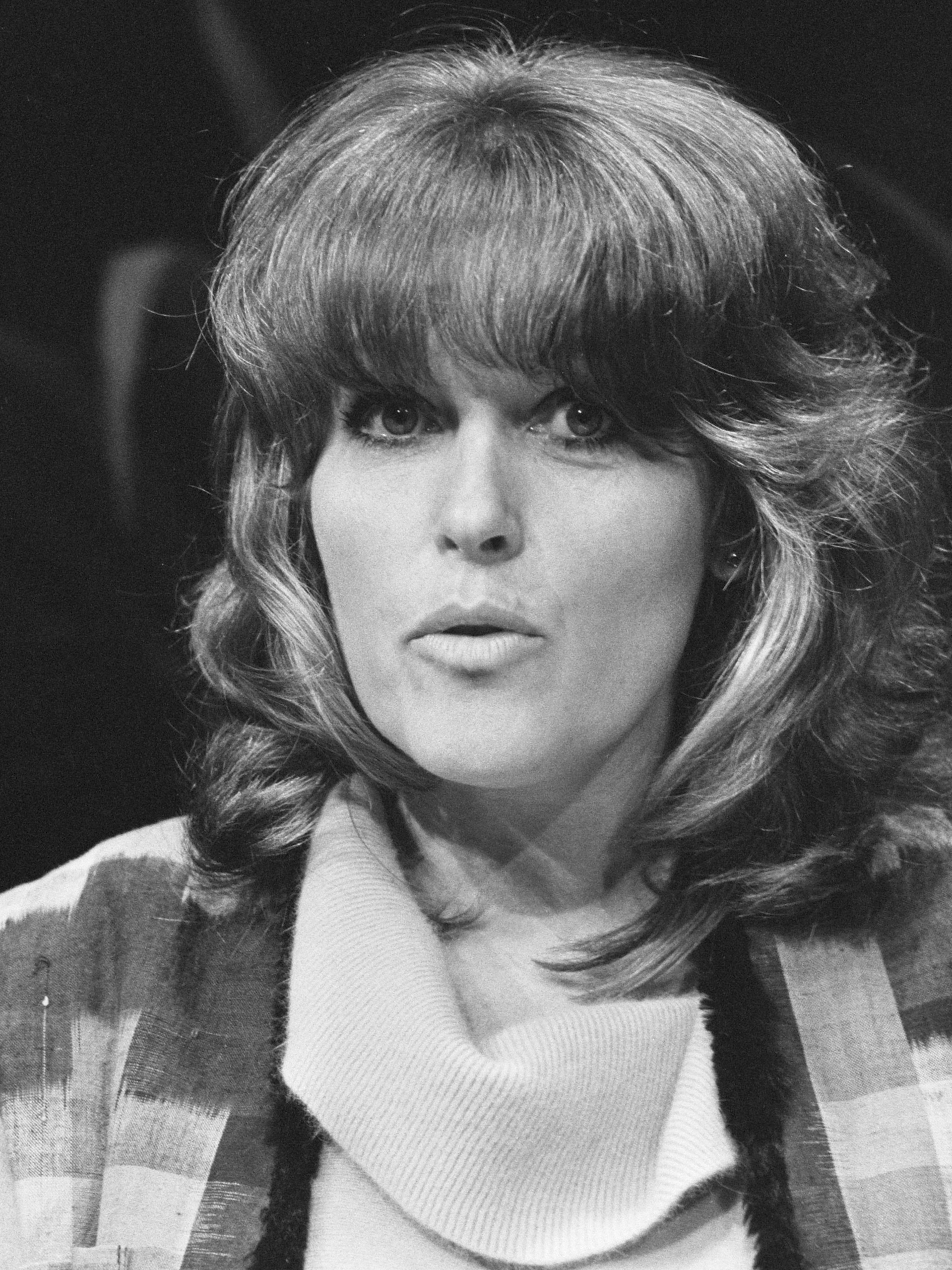
Mady Saks (1983)

Mady Saks (* 28. November 1941 in Amsterdam, Nordholland; † 29. August 2006 ebenda) war eine niederländische Filmregisseurin.

## Leben
Mady Saks engagierte sich in der niederländischen Frauenbewegung und war eine der Gründerinnen des Frauenzentrums Amazone in ihrer Heimatstadt Amsterdam. Sie wurde in ihrem Heimatland in den 1970er Jahren zunächst durch eine Reihe feministischer Dokumentationen bekannt. 1975 debütierte sie als Regisseurin mit Verkrachting, einem Dokumentarfilm über häusliche Gewalt. 1981 folgten Dokumentationen über Frauen im Iran und über die World Conferences on Women der Vereinten Nationen, welche im Vorjahr in Kopenhagen stattgefunden hatte.
Später entstanden unter Saks' Regie einige bekannte Spielfilme, zunächst das Filmdrama Ademloos (1982). In dessen Mittelpunkt steht eine Frau nach einer erlittenen Fehlgeburt, die in ihrem bürgerlichen Umfeld kaum Unterstützung findet. 1987 folgte der Thriller Iris, in dem eine Tierärztin versucht, mit einer Praxis auf dem Land Fuß zu fassen und eine neue Beziehung aufzubauen, was auf Widerstand bei den Dorfbewohnern und ihrem ehemaligen Freund aus der Stadt trifft. In beiden Filmen spielte Monique van de Ven die Hauptrolle. 1990 erschien Saks' dritter und letzter Spielfilm, die Komödie Ein Single zum Knutschen. Darin spielt Peter Faber die Hauptrolle eines alleinerziehenden Vaters, der Affären mit diversen Müttern von Mitschülern seines Sohnes eingeht, bevor er seine große Liebe trifft. Dieser Film basierte auf den Romanen De dag dat de mayonaise mislukte und De feminist von Marjan Berk (* 1932). Danach blieb Saks als Produzentin von Dokumentationen aktiv.
Im August 2006 verstarb Saks nach langer Krankheit. Aus ihrem Nachlass wurde der Mady Saks Fonds zur Unterstützung von Dokumentarfilmern eingerichtet und dem Prins Bernhard Cultuurfonds unterstellt.

## Filmografie
- 1975: Verkrachting (Dokumentarfilm)
- 1981: Iraq, vrouwen in beeld (Dokumentarfilm)
- 1981: Vrouwen aller landen (Dokumentarfilm)
- 1982: Ademloos
- 1987: Iris
- 1990: Ein Single zum Knutschen (De gulle minnaar)
- 2000: De Jonge Wilden (Dokumentarfilm)